# 37-я истребительная авиационная дивизия
 37-я истребительная авиационная дивизия (37-я иад) — воинское соединение Вооружённых сил СССР, принимавшее участие в Войне в Корее.

## История наименований

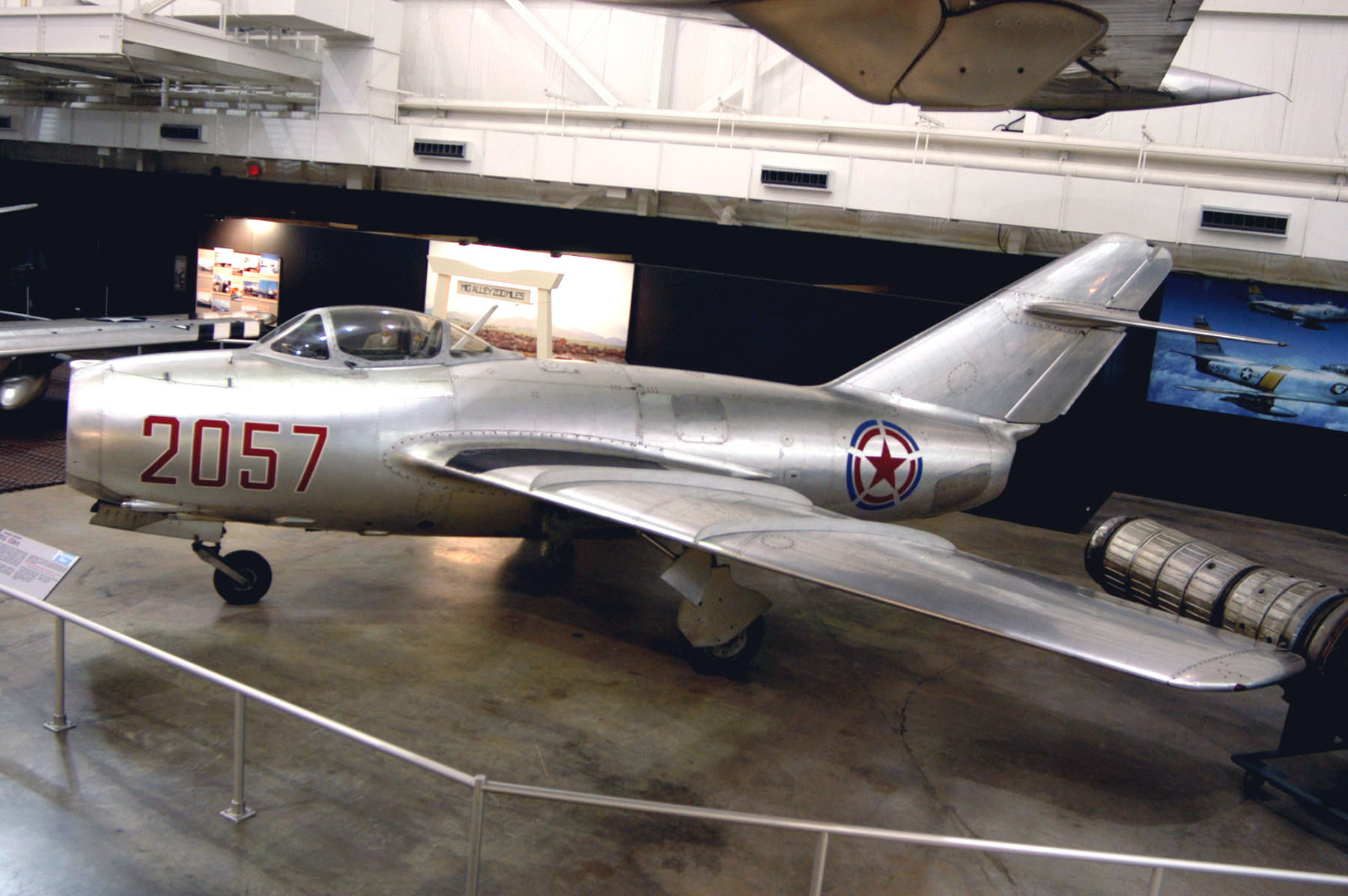
МиГ-15бис в американском музее. Самолёт имеет опознавательные знаки ВВС Северной Кореи.

За весь период своего существования дивизия наименования не меняла:
- 37-я истребительная авиационная дивизия

## Формирование
37-я истребительная авиационная дивизия образована 12 декабря 1950 года приказом Военного министра СССР от 18 октября 1950 года на базе 83-го смешанного авиационного корпуса на аэродроме Саншилипу в составе 236-го, 282-го и 940-го истребительных авиаполков.

## Расформирование
37-я истребительная авиационная дивизия расформирована в 1957 году в составе 57-й воздушной армии Прикарпатского военного округа.

## Командиры дивизии
| Звание                           | Имя           | Период            | Примечание |
| -------------------------------- | ------------- | ----------------- | ---------- |
| Полковник, генерал-майор авиации | А. И. Халутин | 12.12.1950 — 1957 |            |

## В составе объединений
| Дата          | Фронт (округ)               | Армия (корпус)                          |
| ------------- | --------------------------- | --------------------------------------- |
| 12.12.1950 г. | Приморский военный округ    | 83-й смешанный авиационный корпус 54 ВА |
| 01.07.1953 г. |                             | 64-й истребительный авиационный корпус  |
| 01.12.1954 г. | Прикарпатский военный округ | 57-я воздушная армия                    |

## Участие в сражениях и битвах
- Война в Корее — с 1 июля 1953 года по 27 июля 1953 года
- ПВО КНДР — с 1 июля 1953 года по 01 декабря 1954 года

## Части и отдельные подразделения дивизии
Состав дивизии изменения не претерпевал. В её состав входили полки:
| Период                        | Части                                                          | Примечание        |
| ----------------------------- | -------------------------------------------------------------- | ----------------- |
| 12.12.1950 г. — 1957 г.       | 236-й истребительный авиационный полк                          | МиГ-15бис, МиГ-17 |
| 12.12.1950 г. — 1957 г.       | 282-й истребительный авиационный полк                          | МиГ-15бис, МиГ-17 |
| 12.12.1950 г. — 01.06.1954 г. | 940-й истребительный авиационный полк, убыл в 95-ю иад 26-й ВА | МиГ-15бис         |

## Итоги боевой работы
Воздушных боев не было, дивизия охраняла воздушные рубежи, выполняя задачи ПВО.
| МиГ-17 | МиГ-15 | МиГ-17 |

## Базирование
| Период                  | Место базирования |
| ----------------------- | ----------------- |
| 12.12.1950 — 01.07.1953 | Саншилипу, Китай  |
| 01.07.1953 — 12.1954    | Мукден, Китай     |
| 12.1954 — 1957          | Черновцы, Украина |